# Ștefan Radu
Ștefan Daniel Radu (n. 22 octombrie 1986, București, România) este un fost fotbalist român care a evoluat pe postul de fundaș stânga sau fundaș central. A făcut parte din echipa națională de fotbal a României.
În martie 2008 a primit Medalia „Meritul Sportiv” clasa a III-a, pentru rezultatele obținute în preliminariile Campionatului European și pentru calificarea la turneul final din 2008.

## Cariera

### Club

#### Dinamo Bucuresti
Produs al echipelor de tineret Dinamo București, a debutat în prima ligă a ligii României la vârsta de doar 17 ani. Apoi devine un element de bază al echipei. Cu clubul român a câștigat o Cupă a României și o Supercupă a României , în 2005, și un campionat , în sezonul 2006-2007 .

#### Lazio
În ianuarie 2008, Lazio l-a câștigat pe jucător, obținându-l împrumutat până în iunie la un cost de un milion de euro, cu o răscumpărare stabilită la 5,5 milioane.  A debutat cu tricoul Lazio în Cupa Italiei pe 30 ianuarie 2008 pe stadionul Artemio Franchi din Florența împotriva Fiorentinei (victorie 2-1), purtând tricoul cu numărul 2 lăsat de Guglielmo Stendardo . Sezonul următor ia numărul 32.
În aprilie 2008, proprietatea sa este răscumpărată de Lazio, care plătește 4,5 milioane de euro lui Dinamo București.  În al doilea an cu echipa Capitoline, antrenorul Delio Rossi l-a jucat în 19 meciuri de ligă și 2 în Cupa Italiei. Cu echipa va obtine locul zece in Serie A si victoria Cupei Italiei .

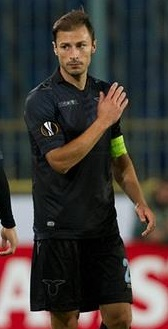
Radu cu tricoul Lazio, în 2015, în timpul unui meci de Europa League

Radu cu tricoul Lazio , în 2015, în timpul unui meci de Europa League
În sezonul următor este la dispoziția noului antrenor, ales de Claudio Lotito , Davide Ballardini . Pe 8 august 2009 a câștigat Supercupa Italiei , disputată la Beijing , împotriva lui Inter . Performanța sa este bună;  echipa, însă, joacă prost și în Europa League se strânge o eliminare în turul de calificare. În februarie 2010, când Ballardini a fost demis, echipa era pe locul trei din ultima în ligă, în zona retrogradării. Odată cu venirea lui Edoardo Rejacapata o siguranta mai mare si performantele sale se imbunatatesc considerabil. Datorită rezultatelor pozitive obținute în partea a doua a campionatului, Lazio va obține locul doisprezece în Serie A în spatele Fiorentinei. La finalul sezonului se numără printre cei mai buni zece fundași din liga italiană  iar Palermo , Inter și Bayern Munchen manifestă interes pentru semnarea sa. 
În al patrulea sezon în biancoceleste , antrenorul Edoardo Reja îi atribuie rolul de titular, preferându-l tânărului belgian Luís Pedro Cavanda .  El este trimis ca fundaș lateral în spatele patru, alături de brazilianul André Dias , italianul Giuseppe Biava și elvețianul Stephan Lichtsteiner . În primul tur joacă toate meciurile până în ziua a cincisprezecea de campionat, când este oprit de o accidentare care îl obligă să fie supus unei operații artroscopice la meniscul drept , efectuată la clinica socială Paideia . 
Pe 17 iunie 2011, cu o notă pe site-ul oficial, își reînnoiește contractul cu Lazio până în 2016. 
Pe 6 decembrie 2012, la aproape cinci ani de la sosirea sa la Roma , a marcat primul său gol cu tricoul Biancoceleste în meciul victorios din deplasare din Europa League pentru 4-1 împotriva Mariborului . Pe 8 ianuarie 2013, al doilea gol al său în tricoul biancoceleste ajunge în sferturile de finală ale Cupei Italiei împotriva Cataniei , meciul va fi câștigat de Lazio pentru 3-0. Pe 24 februarie 2013, în timpul meciului de acasă pe care l-a câștigat cu 2-0 împotriva Pescarei , a marcat primul său gol în Serie A.  Pe 26 mai 2013, a câștigat a doua sa Cupă a Italiei, învingând Roma cu 1-0 în finală. 
Pe 18 august 2013, a pierdut Supercupa Italiei din 2013 împotriva lui Juventus , cu 4-0. 
Pe 11 ianuarie 2015, cu ocazia Derby-ului de la Roma , remizat 2-2, a jucat al 200-lea meci cu tricoul biancocelestei . Pe 20 mai 2015 a pierdut finala Cupei Italiei , unde Lazio a fost învinsă de Juventus cu 2-1; golul biancoceleste este al lui. 
Pe 11 iulie 2015, a reînnoit contractul care îl leagă de firma romană pentru încă cinci ani.  în 8 august următor, joacă titular și pierde meciul din Supercupa Italiei cu 2-0 împotriva campioanei italiene Juventus. 
Pe 20 noiembrie 2016 joacă cel de-al 200-lea meci din campionatul Italiei cu ocazia victoriei pe teren propriu, 3-1, cu Genoa . Pe 17 mai 2017, a pierdut finala Cupei Italiei pentru a doua oară , echipa sa fiind învinsă cu 2-0 de Juventus. 
Pe 13 august 2017, la începutul celui de-al unsprezecelea sezon cu tricoul Biancoceleste, a câștigat al patrulea trofeu italian, Supercupa Italiei , datorită succesului 3-2 a Lazio la Olimpico împotriva lui Juventus.  Pe 25 octombrie, învingându -l pe Idilio Cei , devine al zecelea jucător care a jucat cele mai multe meciuri cu tricoul Lazio, cu 287 de apariții. Pe 10 februarie 2018 joacă cel de-al 300-lea meci al lui cu culorile Biancocelești cu ocazia meciului din deplasare cu Napoli , în meciul pierdut cu 4-1. Închide sezonul 2017-2018 cu 41 de apariții. Sunt 33 de apariții în vintage 2018-2019, care s-a încheiat pe 15 mai 2019 cu victoria, pentru a treia oară, aCoppa Italia , datorită victoriei cu 2-0 în finala împotriva Atalantei . Pe 22 decembrie 2019, a câștigat al șaselea trofeu italian în victoria cu 3-1 împotriva Juventus în Supercupă. Pe 23 februarie 2020, a trecut linia de sosire a 299 de apariții pentru Lazio în Serie A și a ajuns pe locul trei în clasamentul jucătorilor cu cele mai multe apariții în tricoul Biancoceleste în topul italian, depășindu-l pe Giuseppe Favalli .
Pe 6 ianuarie 2021 a atins 320 de apariții în Serie A , detașându- l pe Aldo Puccinelli și devenind jucătorul cu cele mai multe apariții în Serie A din istoria Lazio.  Pe 21 martie după, cu numărul de prezență 401, jucat împotriva lui Udinese în Serie A, el ajunge pe Giuseppe Favalli pe primul loc pentru apariții cu tricoul biancoceleste.  Pe 3 aprilie, cu prezența în jocul de acasă câștigat cu 2-1 împotriva Spezia , devine jucătorul cu cele mai multe apariții din istoria Lazio. 

### National
A jucat timp de doi ani, din 2006 până în 2008, la naționala României Under-21 . A debutat cu naționala României pe 15 noiembrie 2006 la Cadiz în meciul dintre Spania și România (0-1). El participă la Campionatul European 2008 din Austria și Elveția , unde echipa sa este eliminată în primul tur. După diverse diferențe de-a lungul anilor cu ghidurile tehnice, pe 5 aprilie 2013 și-a anunțat retragerea din echipa națională. 

## Statistici

### Apariții și goluri la club
Statistici actualizate la 16 mai 2022.
| Sezon                     | Echipă                    | Campionat                 | Campionat | Campionat | Cupele Naționale | Cupele Naționale | Cupele Naționale | Cupe continentale | Cupe continentale | Cupe continentale | Alte cupe | Alte cupe | Alte cupe | Total | Total  |
| Sezon                     | Echipă                    | Comp                      | Pres      | Rețele    | Comp             | Pres             | Rețele           | Comp              | Pres              | Rețele            | Comp      | Pres      | Rețele    | Pres  | Rețele |
| ------------------------- | ------------------------- | ------------------------- | --------- | --------- | ---------------- | ---------------- | ---------------- | ----------------- | ----------------- | ----------------- | --------- | --------- | --------- | ----- | ------ |
| 2004-2005                 | Dinamo II Bucuresti       | Div. B                    | 7         | 0         | -                | -                | -                | -                 | -                 | -                 | -         | -         | -         | 7     | 0      |
| 2005-2006                 | Dinamo II Bucuresti       | Div. B                    | 11        | 0         | -                | -                | -                | -                 | -                 | -                 | -         | -         | -         | 11    | 0      |
| Total Dinamo II Bucuresti | Total Dinamo II Bucuresti | Total Dinamo II Bucuresti | 18        | 0         |                  | -                | -                |                   | -                 | -                 |           | -         | -         | 18    | 0      |
| 2004-2005                 | Dinamo Bucuresti          | Div A                     | 2         | 0         | CR               | 0                | 0                | -                 | -                 | -                 | -         | -         | -         | 2     | 0      |
| 2005-2006                 | Dinamo Bucuresti          | Div A                     | 8         | 0         | CR               | 0                | 0                | -                 | -                 | -                 | SR        | 0         | 0         | 8     | 0      |
| 2006-2007                 | Dinamo Bucuresti          | L1                        | 32        | 1         | CR               | 3                | 0                | CU                | 12                | 1                 | -         | -         | -         | 47    | 2      |
| 2007-ian. 2008            | Dinamo Bucuresti          | L1                        | 19        | 0         | CR               | 0                | 0                | UCL + CU          | 2 +2              | 0                 | SR        | 1         | 0         | 24    | 0      |
| Total Dinamo Bucuresti    | Total Dinamo Bucuresti    | Total Dinamo Bucuresti    | 61        | 1         |                  | 3                | 0                |                   | 16                | 1                 |           | 1         | 0         | 81    | 2      |
| ian.-jun. 2008            | Lazio                     | LA                        | 11        | 0         | ACOLO            | 2                | 0                | UCL               | -                 | -                 | -         | -         | -         | 13    | 0      |
| 2008-2009                 | Lazio                     | LA                        | 19        | 0         | ACOLO            | 0                | 0                | -                 | -                 | -                 | -         | -         | -         | 19    | 0      |
| 2009-2010                 | Lazio                     | LA                        | 28        | 0         | ACOLO            | 2                | 0                | UEL               | 6                 | 0                 | DA        | 0         | 0         | 36    | 0      |
| 2010-2011                 | Lazio                     | LA                        | 26        | 0         | ACOLO            | 1                | 0                | -                 | -                 | -                 | -         | -         | -         | 27    | 0      |
| 2011-2012                 | Lazio                     | LA                        | 21        | 0         | ACOLO            | 0                | 0                | UEL               | 5                 | 0                 | -         | -         | -         | 26    | 0      |
| 2012-2013                 | Lazio                     | LA                        | 23        | 1         | ACOLO            | 4                | 1                | UEL               | 9                 | 1                 | -         | -         | -         | 36    | 3      |
| 2013-2014                 | Lazio                     | LA                        | 25        | 1         | ACOLO            | 1                | 0                | UEL               | 5                 | 0                 | DA        | 1         | 0         | 32    | 1      |
| 2014-2015                 | Lazio                     | LA                        | 24        | 0         | ACOLO            | 5                | 1                | -                 | -                 | -                 | -         | -         | -         | 29    | 1      |
| 2015-2016                 | Lazio                     | LA                        | 13        | 0         | ACOLO            | 2                | 0                | UCL + UEL         | 1 +8              | 0                 | DA        | 1         | 0         | 25    | 0      |
| 2016-2017                 | Lazio                     | LA                        | 29        | 2         | ACOLO            | 2                | 0                | -                 | -                 | -                 | -         | -         | -         | 31    | 2      |
| 2017-2018                 | Lazio                     | LA                        | 31        | 0         | ACOLO            | 3                | 0                | UEL               | 6                 | 0                 | DA        | 1         | 0         | 41    | 0      |
| 2018-2019                 | Lazio                     | LA                        | 28        | 0         | ACOLO            | 2                | 0                | UEL               | 3                 | 0                 | -         | -         | -         | 33    | 0      |
| 2019-2020                 | Lazio                     | LA                        | 29        | 1         | ACOLO            | 1                | 0                | UEL               | 0                 | 0                 | DA        | 1         | 0         | 31    | 1      |
| 2020-2021                 | Lazio                     | LA                        | 31        | 0         | ACOLO            | 0                | 0                | UCL               | 2                 | 0                 | -         | -         | -         | 33    | 0      |
| 2021-2022                 | Lazio                     | LA                        | 10        | 0         | ACOLO            | 0                | 0                | UEL               | 2                 | 0                 | -         | -         | -         | 12    | 0      |
| Total Lazio               | Total Lazio               | Total Lazio               | 348       | 5         |                  | 25               | 2                |                   | 47                | 1                 |           | 4         | 0         | 424   | 8      |
| Cariera totala            | Cariera totala            | Cariera totala            | 427       | 6         |                  | 28               | 2                |                   | 63                | 2                 |           | 5         | 0         | 523   | 10     |

### Istoricul prezenței și obiectivele naționale
| Istoricul complet al aparițiilor și golurilor naționale - România | Istoricul complet al aparițiilor și golurilor naționale - România | Istoricul complet al aparițiilor și golurilor naționale - România | Istoricul complet al aparițiilor și golurilor naționale - România | Istoricul complet al aparițiilor și golurilor naționale - România | Istoricul complet al aparițiilor și golurilor naționale - România | Istoricul complet al aparițiilor și golurilor naționale - România | Istoricul complet al aparițiilor și golurilor naționale - România |
| Data                                                              | Oraș                                                              | In casa                                                           | Rezultat                                                          | Vizitatori                                                        | Competiție                                                        | Rețele                                                            | Notă                                                              |
| ----------------------------------------------------------------- | ----------------------------------------------------------------- | ----------------------------------------------------------------- | ----------------------------------------------------------------- | ----------------------------------------------------------------- | ----------------------------------------------------------------- | ----------------------------------------------------------------- | ----------------------------------------------------------------- |
| 15-11-2006                                                        | Cadiz                                                             | Spania                                                            | 0 - 1                                                             | România                                                           | Prietenos                                                         | -                                                                 | 88'                                                               |
| 7-2-2007                                                          | București                                                         | România                                                           | 2 - 0                                                             | Moldova                                                           | Prietenos                                                         | -                                                                 | 46'                                                               |
| 24-3-2007                                                         | Rotterdam                                                         | Olanda                                                            | 0 - 0                                                             | România                                                           | Cal. Euro 2008                                                    | -                                                                 | 78'                                                               |
| 28-3-2007                                                         | Piatra Neamț                                                      | România                                                           | 3 - 0                                                             | Luxemburg                                                         | Cal. Euro 2008                                                    | -                                                                 |                                                                   |
| 22-8-2007                                                         | București                                                         | România                                                           | 2 - 0                                                             | Curcan                                                            | Prietenos                                                         | -                                                                 |                                                                   |
| 12-9-2007                                                         | Colonie                                                           | Germania                                                          | 1 - 0                                                             | România                                                           | Prietenos                                                         | -                                                                 | 76'                                                               |
| 6-2-2008                                                          | Tel Aviv                                                          | Israel                                                            | 1 - 0                                                             | România                                                           | Prietenos                                                         | -                                                                 | 90'                                                               |
| 31-5-2008                                                         | București                                                         | România                                                           | 4 - 0                                                             | Muntenegru                                                        | Prietenos                                                         | -                                                                 |                                                                   |
| 6-9-2008                                                          | Cluj-Napoca                                                       | România                                                           | 0 - 3                                                             | Lituania                                                          | Cal. Cupa Mondială 2010                                           | -                                                                 | 46'                                                               |
| 10-8-2011                                                         | Orașul San Marino                                                 | San Marino                                                        | 0 - 1                                                             | România                                                           | Prietenos                                                         | -                                                                 | 24'                                                               |
| 15-11-2011                                                        | Viena                                                             | Grecia                                                            | 1 - 3                                                             | România                                                           | Prietenos                                                         | -                                                                 |                                                                   |
| 14-11-2012                                                        | București                                                         | România                                                           | 2 - 1                                                             | Belgia                                                            | Prietenos                                                         | -                                                                 | 69'                                                               |
| 6-2-2013                                                          | Stafide cu rom                                                    | Australia                                                         | 2 - 3                                                             | România                                                           | Prietenos                                                         | -                                                                 | 46'                                                               |
| 22-3-2013                                                         | Budapesta                                                         | Ungaria                                                           | 2 - 2                                                             | România                                                           | Cal. Cupa Mondială 2014                                           | -                                                                 |                                                                   |
| Total                                                             |                                                                   | Prezența                                                          | 14                                                                |                                                                   | Rețele                                                            | 0                                                                 |                                                                   |

### Recorduri
- Jucător cu cele mai multe apariții din istoria Lazio (424).
- Jucător cu cele mai multe apariții în Serie A cu tricoul Lazio (348).
- Jucător cu cele mai multe apariții în campionatele italiene de fotbal  cu tricoul Lazio (348).

## Palmares

### Club
Dinamo
- Liga I: 2006–07
- Cupa României: 2004–05
- Supercupa României: 2005

Lazio
- Coppa Italia: 2008–09, 2012–13, 2018-2019
- Supercoppa Italiana: 2009, 2017, 2019